# 豐鎮新村
豐鎮新村是中華人民共和國上海市虹口區江灣鎮街道的一個住宅區，位於場中路以南，豐鎮路以北，面積17.8公頃，建築面積15.84萬平方米。1984年，江灣鄉鎮北大隊的三個生產隊土地被徵收。1985年5月，豐鎮新村正式動工。1993年，豐鎮新村基本建成。